# Krzysztof Chlebus
Krzysztof Chlebus (ur. 10 lutego 1968 w Olecku) – polski lekarz, w latach 2012–2014 podsekretarz stanu w Ministerstwie Zdrowia.

## Życie i działalność
Dyplom lekarza uzyskał w 1995 na Wydziale Lekarskim Akademii Medycznej w Gdańsku (obecnie Gdański Uniwersytet Medyczny). Następnie w latach 1999–2000 odbył studia podyplomowe z zarządzania w zakładach opieki zdrowotnej na Wydziale Zarządzania Instytutu Organizacji i Zarządzania Uniwersytetu Gdańskiego. Członek European Society of Cardiology od 2008.
W 2007 uzyskał stopień doktora nauk medycznych w zakresie medycyny, specjalność: kardiologia na podstawie rozprawy pt. Wartość prognostyczna analizy polimorfizmu genów układu renina-angiotensyna, glikoprotein płytkowych oraz przedsionkowego czynnika natriuretycznego w przewidywaniu częstości występowania incydentów sercowo-naczyniowych w kohorcie pracowników Portu Gdańskiego w 8-letniej obserwacji. Od 20 sierpnia 2012 był podsekretarzem stanu w Ministerstwie Zdrowia w rządzie Donalda Tuska. 10 stycznia 2014 złożył dymisję i został zastąpiony na stanowisku podsekretarza stanu przez Piotra Warczyńskiego.